# Lega Nazionale Dilettanti
Национальная любительская лига (Lega Nazionale Dilettanti) — это лига, которая управляет любительским футболом в Итальянской федерации футбола (FIGC) в Италии.
Основанная в 1959 году в Риме, она включает в себя множество лиг: национальную лигу, межрегиональный комитет, который с 1981 года организует чемпионат Серии D, 19 региональных лиг, организованных 20 региональными комитетами (Пьемонт и долина Аоста имеют один и тот же комитет; Южный Тироль и Трентино имеют свой собственный комитет, но одну и ту же региональную лигу), женскую футбольную лигу и лигу по футзалу.

## Мужская лига
Межрегиональный
- Serie D

Региональный
- Eccellenza
- Promozione
- Prima Categoria
- Seconda Categoria
- Terza Categoria

## Региональные комитеты
- Абруццо
- Апулия
- Базиликата
- Калабрия
- Кампания
- Emilia-Romagna
- Friuli — Venezia Giulia
- Lazio
- Лигурия
- Ломбардия
- Marche
- Молизе
- Пьемонт и долина Аоста
- Сардиния
- Сицилия
- Тоскана
- Trentino и Южный Тироль
- Umbria
- Veneto